# 2019년 발라코트 공습

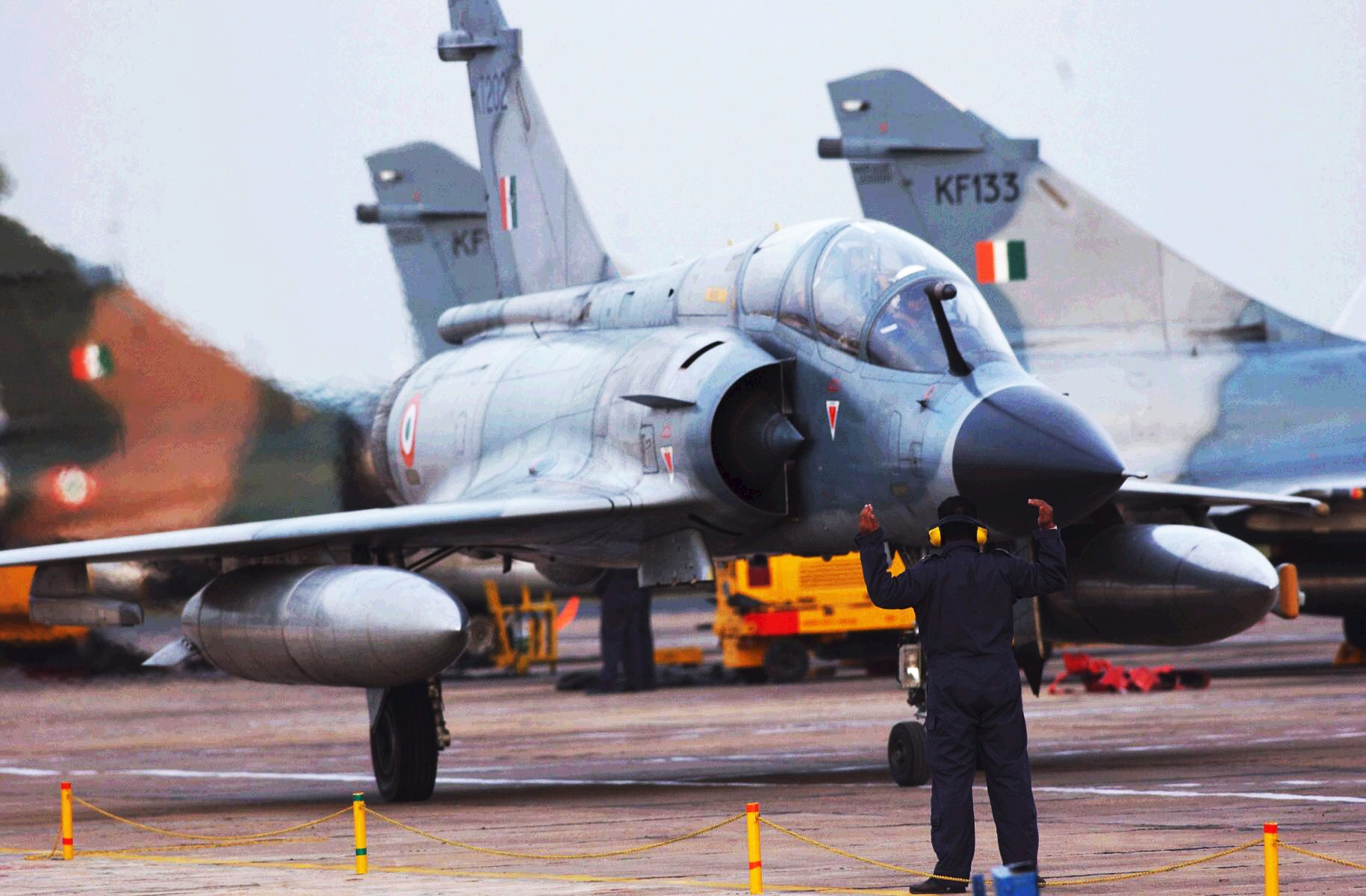
인도 공군의 미라주 2000 전투기

2019년 발라코트 공습은 2018년 2월 26일 파키스탄령 카슈미르 지역의 발라코트를 인도 공군 미라주 2000 전투기 12대가 새벽에 공습한 사건을 말한다.

## 역사
2019년 2월 14일, 인도령 카슈미르 지역인 잠무 카슈미르주의 풀와마에서 2019년 풀와마 테러 사건이 발생했다. 파키스탄이 지원하는 테러단체 자이쉬-에-무함마드가 자신들의 공격이라고 밝혔다.
2월 26일 새벽 3시 30분, 파키스탄령 카슈미르 지역의 발라코트를 인도 공군 미라주 2000 전투기 12대가 공습했다. 인도 공군의 서부 공군 사령부가 작전을 지휘했다. 테러단체 자이쉬-에-무함마드의 최대 기지이다. 최대 350명이 사망했다고 알려졌다. 파키스탄 정부는 테러단체의 존재도 부인했으며, 사망자도 없다고 주장했다.

## 같이 보기
- 2019년 풀와마 테러 사건
- 2019년 인도-파키스탄 대치